# Mogna
Mogna es una localidad de Departamento Jáchal, ubicada en el centro sur del mismo, al noreste de la provincia de San Juan, Argentina. Emplazada al margen derecho del río Jáchal. Fue fundada como pueblo de indios por orden de la Junta de Poblaciones del Reino de Chile.
Fundación desde la colonia
Mogna fue la tercera fundación realizada por la colonización española en el territorio de San Juan. Cuando se dispuso la fundación de Jáchal en 1751, se ordenó a las poblaciones aborígenes que se trasladaran al lugar de la nueva fundación. Esta orden no fue acatada por los caciques Bermejo y Alcane, que vivían en Mogna. A partir de ello los españoles dispusieron realizar otra fundación, que se cumplió en la fecha mencionada.
El estancamiento económico y la postergación han signado a Mogna, que apenas sobrevive por la persistencia de sus pocos habitantes en seguir aferrados a su tierra. 
Mogna es conocida popularmente por poseer la iglesia, donde se rinde homenaje a Santa Bárbara, donde es visitada por fieles en sus dos fiestas (fiesta chica) el 1 de mayo (fiesta grande) 4 de diciembre de cada año.
Tiene como principal vía de comunicación la Ruta Provincial 82

## Población
Cuenta con 111 habitantes (Indec, 2001), lo que representa un marcado incremento del 382% frente a los 23 habitantes (Indec, 1991) del censo anterior.

## Contaminación del agua
Fruto de la minería las aguas se encuentran contaminada. El río Jáchal cuenta con contaminación de arsénico, mercurio, magnesio, aluminio y otros metales, así como la contaminación por derrames de las empresas mineras.
La contaminación afecta a los alimentos producidos como la cebolla y el tomate, generando una reducción en su producción.
Si bien el gobierno de San Juan conjuntamente con la empresa Barrick Gold crearon una planta potabilizadora, la misma no llega a los ciudadanos.
La contaminación generó gran población con Cáncer, y la población debe abandonar la localidad.

## Sitios de interés
- La tumba de Martina Chapanay, hija de un cacique huarpe y una cautiva blanca, quien fue oficial del ejército libertador comandado por el general José de San Martín, y se distinguió también por haber vengado la muerte del caudillo riojano Ángel “El Chacho” Peñaloza.

- El templo de Santa Bárbara miles de devotos, donde cada 4 de diciembre asisten promesantes, turistas y gauchos con sus caballerías enjaezadas, para presenciar la culminación de los festejos organizados en honor de la santa.